# فرد بيني
فرد بيني (بالإنجليزية: Fred Binney)‏ هو لاعب كرة قدم بريطاني في مركز الهجوم، ولد في 12 أغسطس 1946 في بليموث في المملكة المتحدة. لعب مع برايتون أند هوف ألبيون وسانت لويس ستارز ونادي إكزتر سيتي ونادي بليموث أرجايل ونادي توركي يونايتد ونادي هيرفورد.